# Präsident von Turkmenistan
Der Präsident von Turkmenistan (turkmenisch Türkmenistanyň prezidenti) ist sowohl das Staatsoberhaupt als auch der Regierungschef des zentralasiatischen Landes Turkmenistan.

## Wahl und Amtsende
Der Präsident wurde ursprünglich auf fünf Jahre gewählt. Nach der Verabschiedung einer neuen Verfassung und der Unabhängigkeit Turkmenistans von der Sowjetunion im Jahr 1991 wurde der 1990 zum Präsidenten der Turkmenischen Sozialistischen Sowjetrepublik gewählte Saparmyrat Nyýazow in der Wahl 1992 auch als Präsident des unabhängigen Landes bestätigt, womit die nächsten Wahlen im Jahr 1992 stattgefunden hätten. 1994 wurde die Amtszeit Nyýazows jedoch per Referendum auf 2002 verlängert, 1999 wurde er vom Volksrat zum Präsidenten auf Lebenszeit ernannt. Die nächste Wahl erfolgte erst nach seinem Tod im Dezember 2006. Im Rahmen der Verfassungsreform 2016 wurde die Amtsperiode zugunsten des neuen Amtsinhabers Gurbanguly Berdimuhamedow auf sieben Jahre verlängert, was erstmals mit der Wahl 2017 wirksam wurde. Eine Beschränkung für die Zahl der Amtszeiten eines Präsidenten existiert nicht.
Sämtliche Präsidentschaftswahlen in Turkmenistan wurden international als weder frei noch fair eingestuft. Kritisiert wurden, beispielsweise durch Wahlbeobachter der OSZE, unter anderem das Fehlen von tatsächlichen Oppositionskandidaten, eine mediale Benachteiligung der anderen Kandidaten sowie das Drängen auf eine Stimmabgabe in der Bevölkerung.
Gemäß Artikel 75 der Verfassung kann die Mejlis, dem turkmenischen Parlament, dem Präsidenten das Misstrauen aussprechen. Ein entsprechender Antrag muss von zwei Dritteln der Abgeordneten eingebracht werden und die Zustimmung von drei Vierteln der Mitglieder der Mejlis erfahren. Über die Amtsenthebung wird anschließend in einer nationalen Volksabstimmung entschieden.

### Voraussetzungen
Kandidaten für das Amt des Präsidenten müssen gemäß Artikel 69 der turkmenischen Verfassung in Turkmenistan geboren und Staatsbürger des Landes sein, das 40. Lebensjahr vollendet haben, fließend die turkmenische Sprache sprechen sowie in den zurückliegenden 15 Jahren durchgängig in Turkmenistan wohnhaft und tätig gewesen sein. Eine Altersbeschränkung von 70 Jahren wurde ebenfalls mit der Verfassungsreform 2016 aufgehoben.
Artikel 73 der Verfassung verbietet dem Präsidenten zudem, gleichzeitig in Mandat in der der Mejlis, dem turkmenischen Parlament, innezuhaben.

### Nachfolge
Artikel 76 der Verfassung bestimmt, dass im Falle eines unbesetzten Amtes dieses bis zur Wahl eines Nachfolgers auf den Präsidenten der Mejlis übergeht. Die Neuwahl des Präsidenten muss innerhalb von 60 Tagen stattfinden. 2021 war die Nachfolge kurzzeitig auf den Präsidenten des neugebildeten Volksrates übergegangen.

## Aufgaben und Machtbereich
Artikel 71 der Verfassung benennt die Aufgaben und Befugnisse des Präsidenten. Neben der Ausübung von Verfassung und Gesetzen obliegt dem Präsidenten der Oberbefehl über die Turkmenischen Streitkräfte. und Vorsitzender des Nationalen Sicherheitsrates. Er ist zudem ex officio Mitglied des Volksrates. Im Gesetzgebungsverfahren unterzeichnet er vom Parlament verabschiedete Gesetze und kann innerhalb von zwei Wochen an das Parlament zurücksenden.
Das Amt wird de facto diktatorisch ausgeübt. Der Präsident ist daneben Ziel eines Personenkults, der insbesondere um die beiden langjährigen Amtsinhaber Nyýazow und Berdimuhamedow entstand.

## Sitz
Amtssitz des Präsidenten ist der 2011 unter Gurbanguly Berdimuhamedow neu gebaute und eröffnete Oghus-Khan-Palast am Unabhängigkeitsplatz in Aşgabat. Er ersetzte den 1997 gebauten und nach Saparmyrat Nyýazow benannten Turkmenbaschi-Palast turkmenisch Türkmenbaşi köşgi, der demselben Gebäudekomplex am Unabhängigkeitsplatz angehört.